# El Charco, Ayutla de los Libres
El Charco är en ort i Mexiko.   Den ligger i kommunen Ayutla de los Libres och delstaten Guerrero, i den södra delen av landet, 280 km söder om huvudstaden Mexico City. El Charco ligger 863 meter över havet och antalet invånare är 176.
Terrängen runt El Charco är huvudsakligen kuperad, men söderut är den bergig. Terrängen runt El Charco sluttar västerut. Runt El Charco är det ganska glesbefolkat, med 29 invånare per kvadratkilometer. Närmaste större samhälle är Ayutla de los Libres, 7,6 km väster om El Charco. I omgivningarna runt El Charco växer huvudsakligen savannskog.